# Kavelingen
Kavelingen is een buurtschap met een gelijknamig kanaal in de gemeente Borger-Odoorn. Het behoorde tot 1998 tot de gemeente Odoorn.
Kavelingen ligt ten noorden van Valthermond en ten zuiden van de Groningse plaats Musselkanaal. De buurtschap bestaat uit circa 20 huizen en heeft rond de 50 inwoners.
Drenthe: Steden en dorpen      Nederland: Provincies · Gemeenten